# Al MacKenzie
Al MacKenzie es un personaje ficticio de los cómics estadounidenses publicados por Marvel Comics.
Alfonso "Mack" Mackenzie apareció en la serie de televisión Agents of S.H.I.E.L.D. del Universo cinematográfico de Marvel, interpretado por Henry Simmons. Después de convertirse brevemente en el presentador del Espíritu de Venganza, finalmente se convirtió en el nuevo director de S.H.I.E.L.D.

## Historial de publicaciones
Al MacKenzie apareció por primera vez en Nick Fury vs. SHIELD # 3 (agosto de 1988), y fue creado por Bob Harras y Paul Neary.
El personaje aparece posteriormente en Nick Fury, agente de SHIELD # 1-7 (septiembre de 1989-enero de 1990).
Al MacKenzie recibió una entrada en el Manual Oficial de Marvel Universe Update '89 # 4.

## Historia
Al MacKenzie nació en Austin, Texas. Trabajó durante un tiempo como agente de la CIA, el cual colaboraba con S.H.I.E.L.D. Estuvo en una relación sentimental con la condesa Valentina Allegra de Fontaine, lo que condujo a un distanciamiento entre él y Nick Fury. Debido a esto, regresó a la CIA con la condesa.
MacKenzie más tarde se unió a la organización S.H.I.E.L.D. a tiempo completo, y pasó un tiempo considerable como un oficial de enlace de alto nivel para la CIA. Posteriormente, en circunstancias desconocidas, MacKenzie renunció a S.H.I.E.L.D., sintiéndose desencantado con la organización, y escribió un libro titulado Una mirada no autorizada a la información privilegiada detrás de la más potente red de espionaje del mundo, que supuestamente explica algo de la historia detrás de la organización desde su punto de vista. Desde entonces, también actuó como una fuente no oficial para el reportero Ben Urich, informando a Urich y Jessica Jones para intentar exponer la misión no autorizada de Fury a Latveria.

## En otros medios

### Televisión
- Alfonso "Mack" Mackenzie aparece en la serie de televisión Agents of S.H.I.E.L.D., interpretado por Henry Simmons. Se le representa como un afroamericano mecánico e ingeniero que es reclutado por S.H.I.E.L.D., organización recientemente reconstruida por Phil Coulson luego de los acontecimientos de la película Captain America: The Winter Soldier. También es un viejo amigo de Barbara "Bobbi" Morse. 
  - En la segunda temporada, en el episodio "Uno de nosotros", se revela que él y Bobbi se asocian en secreto con "el verdadero S.H.I.E.L.D.". En el episodio "Una puerta se cierra", se revela que durante los acontecimientos de Captain America: The Winter Soldier, cuando unos infiltrados de HYDRA intentaron atacar a sus enemigos con tres nuevos helitransportes con repulsores de propulsión, Mack estaba en el portaaviones de S.H.I.E.L.D., y él y Robert Gonzales (siendo su líder)[5] fueron salvados por Bobbi Morse e Isabelle Hartley. En ese momento los Inhumanos han ido surgiendo en el mundo[6] y se alía permanentemente con Coulson.[7]
  - En la tercera temporada, Mack comenzó a desarrollar una relación con una Inhumana llamada Elena "Yo-Yo" Rodríguez. En el episodio "Cierre", Phil Coulson nombra a Mack como director temporal de S.H.I.E.L.D. El episodio "Watchdogs" presenta al hermano de Mack, Ruben Mackenzie (interpretado por Gaius Charles), quien más tarde descubre el trabajo de su hermano como agente de S.H.I.E.L.D., en el momento en que los Watchdogs llegan a casa de Mack y lo confunden con un Inhumano.[8]
  - En la cuarta temporada, episodio "Tratos con nuestros demonios", Mack está temporalmente poseído por el espíritu del Ghost Rider, cuando el anterior Ghost Rider (Robbie Reyes) estaba atrapado entre dimensiones, aunque regresó a Reyes después de que hizo un nuevo acuerdo para la venganza. Durante su tiempo como el Ghost Rider, quién le revela que Mack tiene "mucho dolor" y que perdió a Hope. En el episodio "Despierta" que Hope era su hija, que murió cuando era una bebé cuatro días después del nacimiento debido a una condición médica inestable y no identificada.[9] En el episodio "Identidad y Cambio", se muestra a Mack en la Infraestructura para tener a Hope Mackenzie (interpretada por Jordan Rivera) con vida allí.[10] Luego, Mack y Hope son aprehendidos por la líder de Hydra, Madame Hydra, quien tenía a Melinda May de su lado para poder manipular a Mack y así llegar hasta Daisy Johnson. Posteriormente, Mack se topó con la resistencia de S.H.I.E.L.D., quién le dice a Jeffrey Mace y Phil Coulson acerca de la captura de Daisy y quiere ponerse al lado de ellos. En el episodio "Sin arrepentimientos", Mack ha traído a Hope a la base de la resistencia de S.H.I.E.L.D. por su propia seguridad. Al final del episodio "¡Adiós, mundo cruel!", después de que el equipo de Daisy y Simmons volvieran al mundo real, Mack decidió quedarse a vivir en la Infraestructura, negándose a vivir en un mundo sin su hija Hope. En el episodio final, "El fin del Mundo", Mack ayuda a su hija a evacuar a todos de la resistencia, sin reconocer a Elena, quien fue a buscarlo y traerlo de vuelta al mundo real, al ver que el mundo de la Infraestructura se estaba desmoronando,[11] incluyendo a todas las personas, y a Hope. Al final, Mack y Elena regresan nuevamente al mundo real.
    - Simmons vuelve a interpretar su papel en una de los seis mini episodios de la serie web Agents of S.H.I.E.L.D.: Slingshot, situada antes del comienzo de la cuarta temporada.[12]

  - Durante la quinta temporada, episodio "Principia", se revela que él es un viejo amigo del exestudiante de la Academia S.H.I.E.L.D. llamado Tony Caine (interpretado por Jake Busey) que lo apodó "Mack Hammer" por su fandom para MC Hammer. Después de una misión para obtener el gravitonio de la nave Principia, Mack rescata a dos de los robots durmientes de la General Hale para que él pueda hacer que Fitz use sus brazos para reemplazar a los que Yo-Yo perdió.[13] Después de que Yo-Yo mata a Ruby, a quien consideraban la destructora de mundos, la relación de Mack con ella comienza a desmoronarse. Esto combinado con su renuencia a seguir trabajando con S.H.I.E.L.D. le causa dudas.[14] Finalmente, Daisy Johnson decide hacer que Mack se convierta en el nuevo director de S.H.I.E.L.D. después de darse cuenta de que él era el centro moral del equipo.[15]
  - En la sexta temporada, Mack luego se convierte en el director de S.H.I.E.L.D. debido a la mala salud y posterior muerte de Phil Coulson, decidido a luchar con su equipo contra los invasores Izel y Sarge, quien es parecido a Coulson.[16]
  - En la séptima y última temporada, Mack y su equipo viajan en los confines del tiempo y espacio, debido a la invasión de la Tierra y la destrucción de S.H.I.E.L.D. por los Chronicoms. Con la ayuda de Coulson, (hecho de LMD y tecnología Chronicom), ayuda al equipo a detener a los Chronicoms y al miembro de Hydra, Nathaniel Malick, quién debía haber muerto en el pasado, para evitar los cambios que pueden afectar en el futuro. Al final de la serie, Mack continua liderando a S.H.I.E.L.D.[17]